# Chelva
Chelva es un municipio de la Comunidad Valenciana, España. Situado en el interior de la provincia de Valencia, en la comarca de Los Serranos, forma parte de la mancomunidad de Alto Turia. Cuenta con una población de 1677 habitantes (INE 2024). Se trata de un municipio castellanohablante, en el que el castellano cuenta con el predominio lingüístico reconocido legalmente.
Dista unos 68 km de Valencia por la CV-35 (Valencia-Ademuz).

## Geografía
Las alturas más destacadas del término son el pico de La Atalaya (1157 m), en el camino hacia Villar de Tejas desde Chelva y próximo a la población de Benagéber, y el Cerro de la Nevera (1245 m) al norte, próximo a los términos de La Yesa, Andilla y Abejuela (ya en la provincia de Teruel)
El casco urbano de Chelva se encuentra a 450 m sobre el nivel del mar. El clima predominante es el clima mediterráneo de veranos cálidos e inviernos frescos, de carácter semiárido.
El término se encuentra surcado por el río Tuéjar, que pasa al sur del casco urbano, y el Turia, situado más al sur. El primero forma una fértil vega, mientras que el segundo presenta un encajonamiento que hace difícil su cultivo. El resto del término presenta formaciones montañosas bastante abruptas, pertenecientes al Sistema Ibérico y dentro de este, a los macizos del Javalambre y sierra de Utiel. Podemos también destacar las sierra de Alcotas, la sierra del Toro y el pico del Remedio (1053 m).
El término presenta una importante masa forestal, de Pinus halepensis, que ocupa algo más de 14.000 ha de propiedad en su mayoría pública, patrimonial del ayuntamiento, y declarada de Utilidad Pública (montes de UP n.º 50 y 51 del catálogo de la provincia de Valencia).

### Pedanías y barrios
Posee una población de unos 1500 habitantes, localizados en el casco urbano de Chelva y en el resto de las siguientes pedanías y núcleos habitados: Villar de Tejas, Ahíllas, Alcotas, Mas de Caballero, Mas de Sancho y El Cerrito. Otras aldeas ya abandonadas son: Bercuta, Benacacira, etc. También existen mases de labranza dispersos por todo el monte, como son: El Mozul, La Mozaira, Zae, Casas del Alto, Mas de Pinar, Mas de Tiero, La Atalaya, Mas de Alonso, etc. La población indicada es muy estacional y las variaciones a lo largo del año son importantes, especialmente en la época de verano. En invierno difícilmente pasa de 1200 habitantes, mientras que en verano, sobre todo en agosto, supera fácilmente los 5000.

### Localidades limítrofes
El término municipal ocupa una superficie de unos 190 kilómetros cuadrados. Linda al norte con los términos de La Yesa, Andilla, Alpuente y Titaguas, al este con Calles, Domeño y Loriguilla, al sur con Loriguilla, Utiel y Requena, al oeste con Benagéber y Tuéjar, todas en la provincia de Valencia.

## Historia

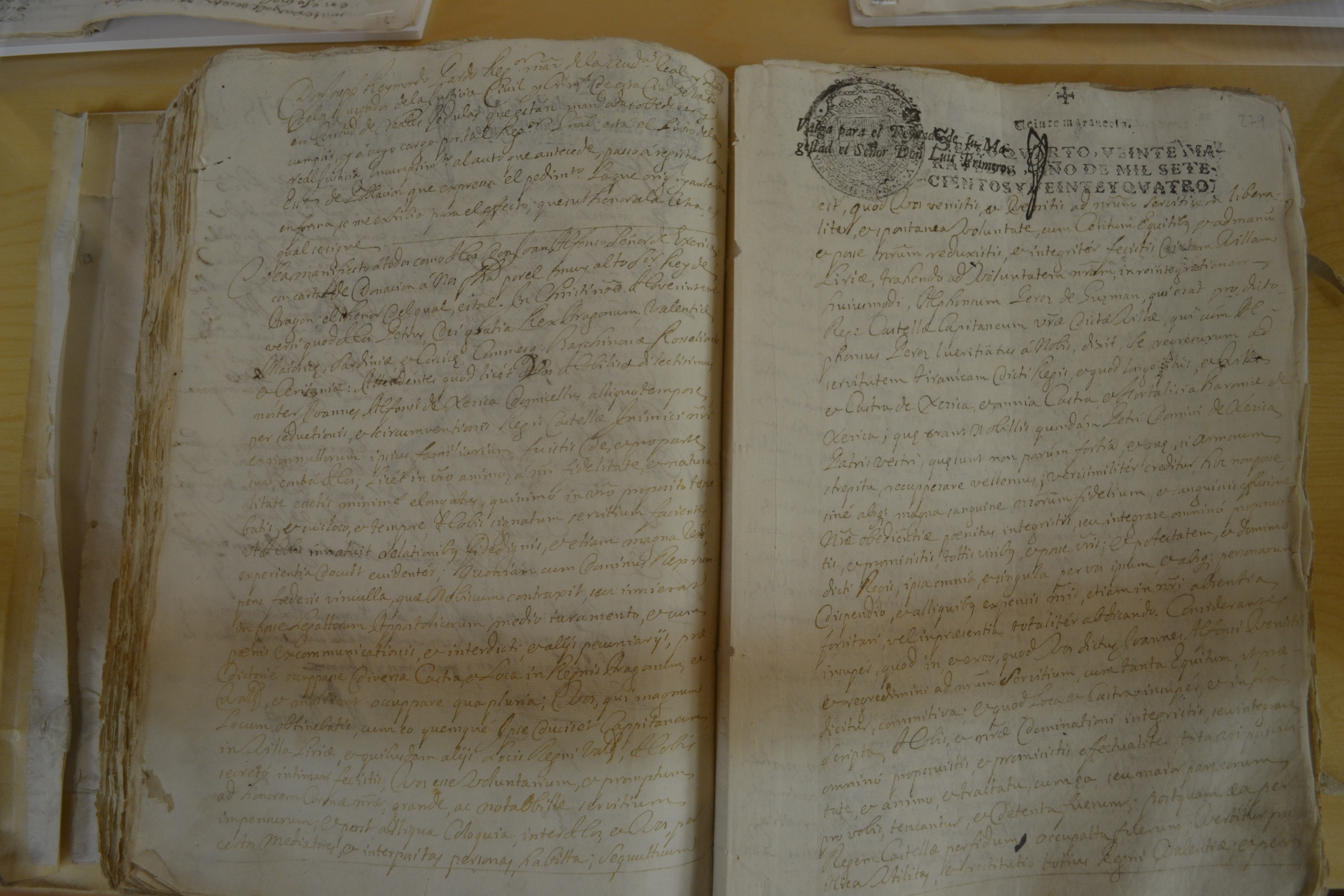
Carta puebla, 7 de febrero de 1369. Archivo del Reino de Valencia

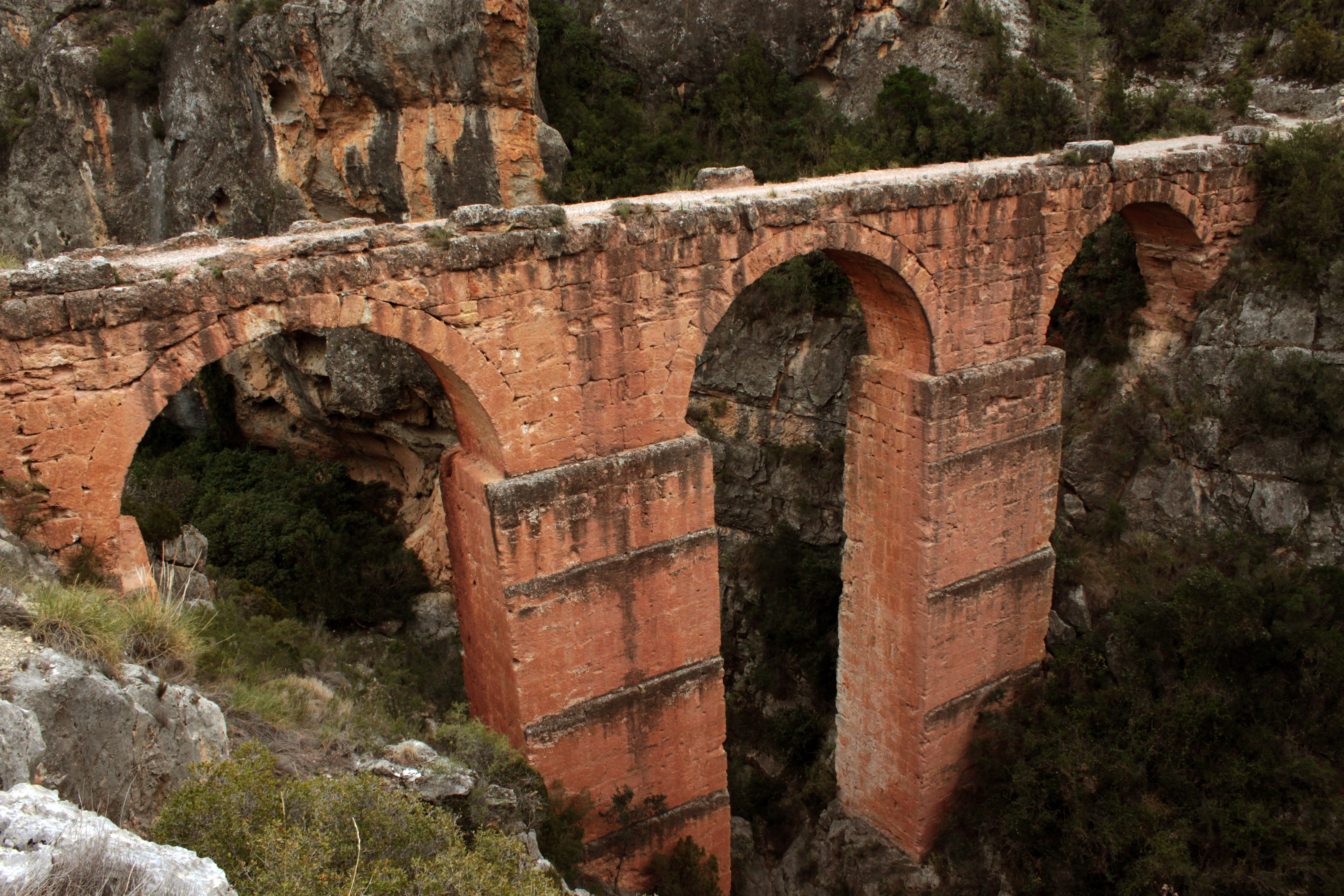
Acueducto de Peñacortada

En el término de Chelva se puede reconstruir la Prehistoria a partir de los restos arqueológicos de yacimientos Neolíticos, de la Edad del Bronce, pasando por importantes asentamientos ibéricos y romanos, de los que resta, aparte de algunas villas rústicas, el Acueducto de Peña Cortada.
Alcanzó gran importancia durante la dominación musulmana. En 1194, fue conquistada por Pedro II de Aragón, que la tuvo en su poder hasta 1214. Recuperada por los árabes, fue tomada por las tropas cristianas en 1238, sufriendo la rebelión del caudillo árabe Al-Azraq.
Durante la reconquista, producida en el año 1237, se menciona la donación por parte del rey Jaime I a don Pedro Fernández de Azagra (Señor de Albarracín) de los castillos y villas de Altura y Chelva, así como las alquerías de Cárcer y Gátova.
Repoblada de cristianos, en 1390 Juan I de Aragón la instituyó cabeza del Vizcondado de Chelva, donándola a Pedro Ladrón de Vilanova, a cuyos descendientes otorgó Felipe II de España título de condes de Sinarcas en 1597, y de manos de los cuales pasó a ser de los duques de Villahermosa.
Durante las Guerras de las Germanías la ocupó una columna de agermanados que se enfrentaron al vizconde, cuyo palacio fue asaltado e incendiado en agosto de 1520. En las Guerras Carlistas estuvo varias veces en poder de las tropas del pretendiente, siendo fortificada y convertida en hospital por Ramón Cabrera en 1839.
En Chelva convivieron las tres grandes culturas de nuestra civilización: musulmanes, judíos y cristianos, que cohabitaron pacíficamente, en un ambiente de tolerancia hasta el siglo XVII.
En la guerra civil acogió a niños republicanos provenientes de Madrid.

## Demografía
Chelva cuenta con una población de 1677 habitantes (INE 2024).
| Gráfica de evolución demográfica de Chelva entre 1842 y 2021                                                        |
| |
| Población de derecho según los censos de población del INE Población de hecho según los censos de población del INE |

## Economía
La superficie agrícola ocupa unas 6000 ha, de las que aproximadamente 300 ha son de huerta y regadío, próximas a la vega del río Tuéjar. El resto son cultivos de secano, principalmente de olivo, almendro, vid, etc.
Es la agricultura, junto con el sector servicios, la fuente de actividad económica más destacables.

## Administración y política
| Periodo   | Nombre                                                                      | Partido                 |
| --------- | --------------------------------------------------------------------------- | ----------------------- |
| 1979-1983 | José Sánchez Sánchez                                                        | UCD                     |
| 1983-1987 | Joaquín Solaz Garzón                                                        | PSPV-PSOE               |
| 1987-1991 | Joaquín Solaz Garzón                                                        | PSPV-PSOE               |
| 1991-1995 | Miguel Esteban Esteban                                                      | Independiente           |
| 1995-1999 | Joaquín Solaz Garzón                                                        | PSPV-PSOE               |
| 1999-2003 | José Cervera Hernández                                                      | PP                      |
| 2003-2007 | José Cervera Hernández                                                      | PP                      |
| 2007-2011 | Jerónimo Torralba Rull (2007-2009) Joaquín Miguel Solaz Alcaide (2009-2011) | Independiente PSPV-PSOE |
| 2011-2015 | Cristina García Zapater                                                     | PP                      |
| 2015-2019 | Robert Rubio Vicent David Cañigueral Belmonte                               | PSPV-PSOE EUPV - PUP    |
| 2019-2023 | David Cañigueral Belmonte                                                   | EUPV - PUP              |
| 2023-act. | David Cañigueral Belmonte                                                   | EUPV - PUP              |

## Cultura

### Monumentos y lugares de interés

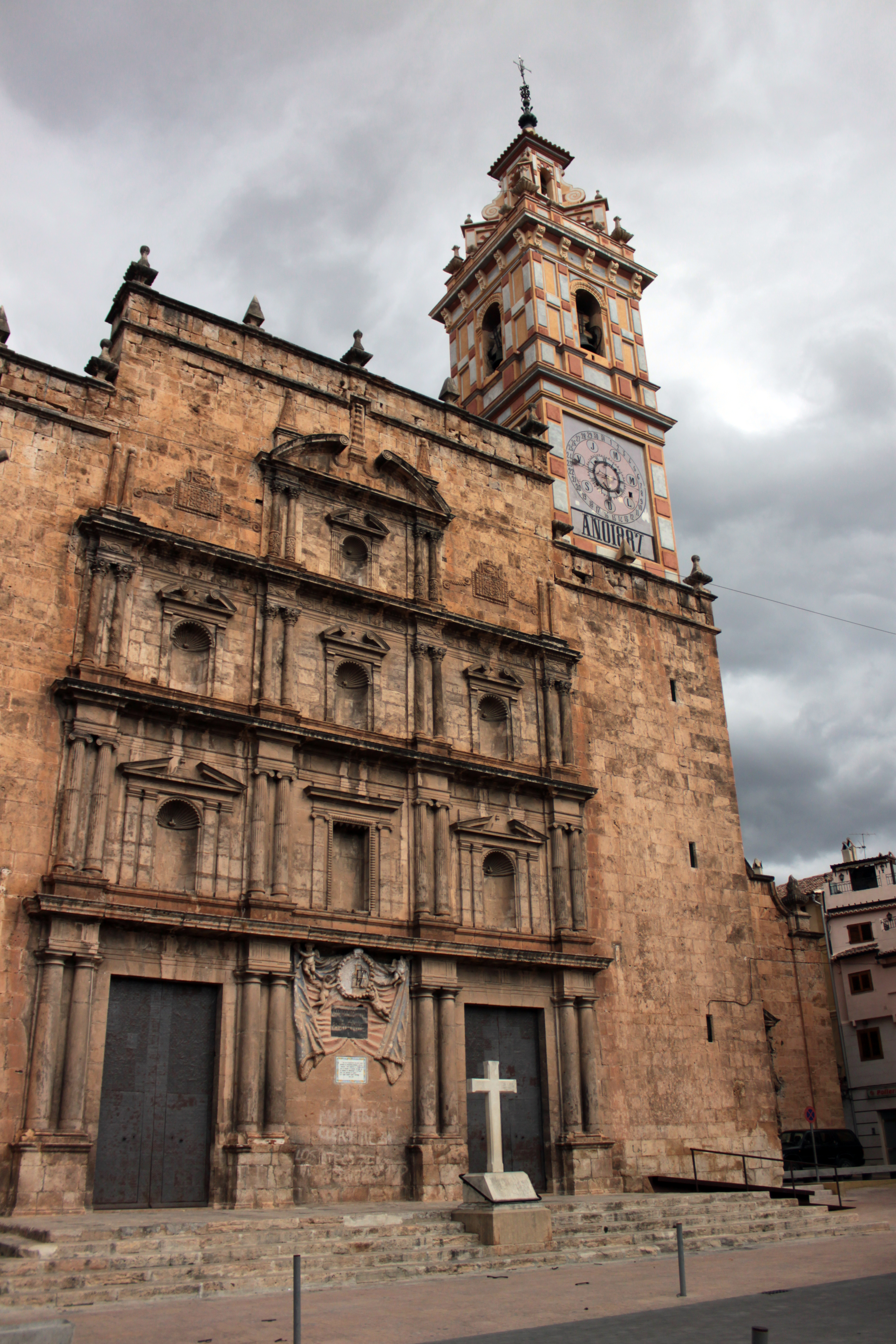
Iglesia arciprestal

- Ermita de Santa Cruz. La ermita, recientemente restaurada, fue construida en 1370 como mezquita del barrio múdejar-morisco del Arrabal de Benaeça, que junto con la de Simat de la Valldigna, son las dos únicas de esta época que están datadas en la Comunidad Valenciana. Fue consagrada a la Santa Cruz en 1525.
- Ermita de Loreto, dedicada a Nuestra Señora la Virgen de Loreto, al sureste de la población, en el camino de Calles -donde estuvo el antiguo núcleo musulmán de «Benajuay».
- Ermita de la Soledad. Situada en una plaza en el corazón del barrio andalusí de Benacacira. Dedicada a la advocación a la Nuestra Señora de la Soledad. Junto a ella se encontraba el antiguo hospital, en cuyo solar se ha construido recientemente el Museo Arqueológico de Chelva.
- Ermita de los Desamparados. Ubicada en barrio del Arrabal, esta ermita barroca fue construida a iniciativa de los vecinos del barrio entre 1658 y 1661. Destacan las pinturas 'esgrafiadas' de su bóveda y el panel cerámico de la fachada del siglo XVIII.
- Ermita de San Cristóbal. Es la 2.ª más antigua del término municipal después de la del Loreto, probablemente del siglo XV, su construcción también fue promovida por los vizcondes de Chelva.

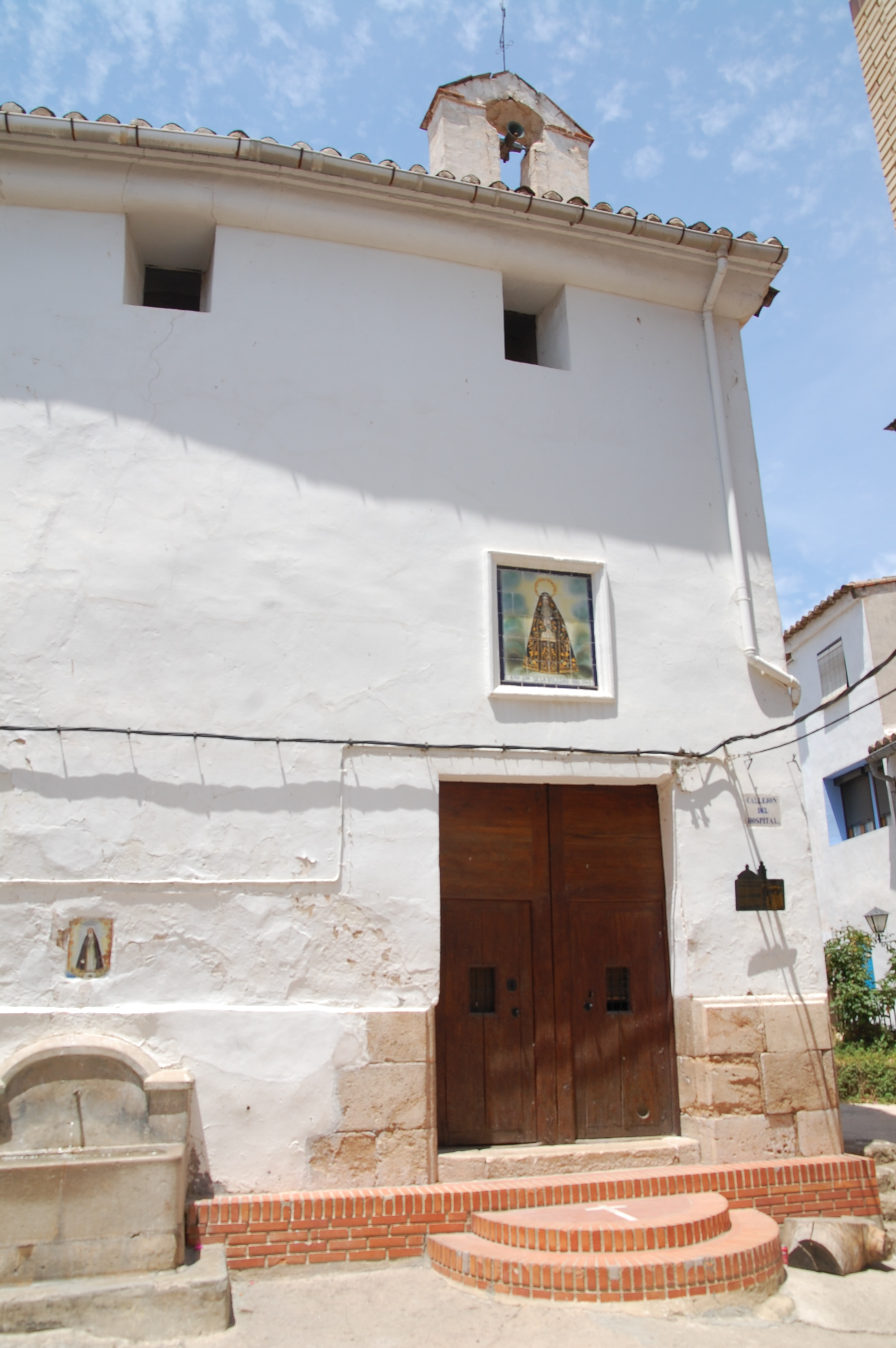
Ermita de Nª Sra. de la Soledad

- Iglesia de los Ángeles. Es uno de los edificios más emblemáticos de Chelva. Su majestuosa presencia destaca en medio del casco urbano. Se inició su construcción en 1626, finalizando en 1692, añadiéndose ya en el siglo XVIII el campanario y la capilla de la Comunión. Se considera una obra maestra del Barroco Valenciano. Igualmente conserva un rico patrimonio artístico, destacando autores del siglo XVII como Pedro Orrente y Jerónimo J. Espinosa. En la base de la torre del campanario se instaló en 1887 el que hoy es el reloj-torre más original de la Comunidad Valenciana, ya que es uno de los pocos que quedan en España que, además de dar las horas, indica también el día del mes y la semana.
- Santuario de la Virgen del Remedio. Situado en el Pico del Remedio, a 5 km de la población, es el lugar donde reside la imagen de la patrona del municipio, la Virgen del Remedio, la cual es bajada desde allí hasta el pueblo cada año, durante las fiestas grandes de la localidad. Fue construido en 1889, tras demoler la anterior ermita que se había quedado pequeña ante la creciente devoción por la Virgen.
- Convento de San Francisco. El edificio del Convento data del siglo XIV, época en la que se estableció esta orden en tierras valencianas. Uno de los aspectos más interesantes es la pervivencia de las primitivas cuevas donde se asentaron los primeros frailes.
- Ermita de la Virgen de Monserrate (siglo XIX).
- Calvario y ermita de San Sebastián. (siglo XIX).
- Ermita de Nuestra Señora del Carmen. (1914).
- Capilla de la Virgen de la Cueva Santa (1995).

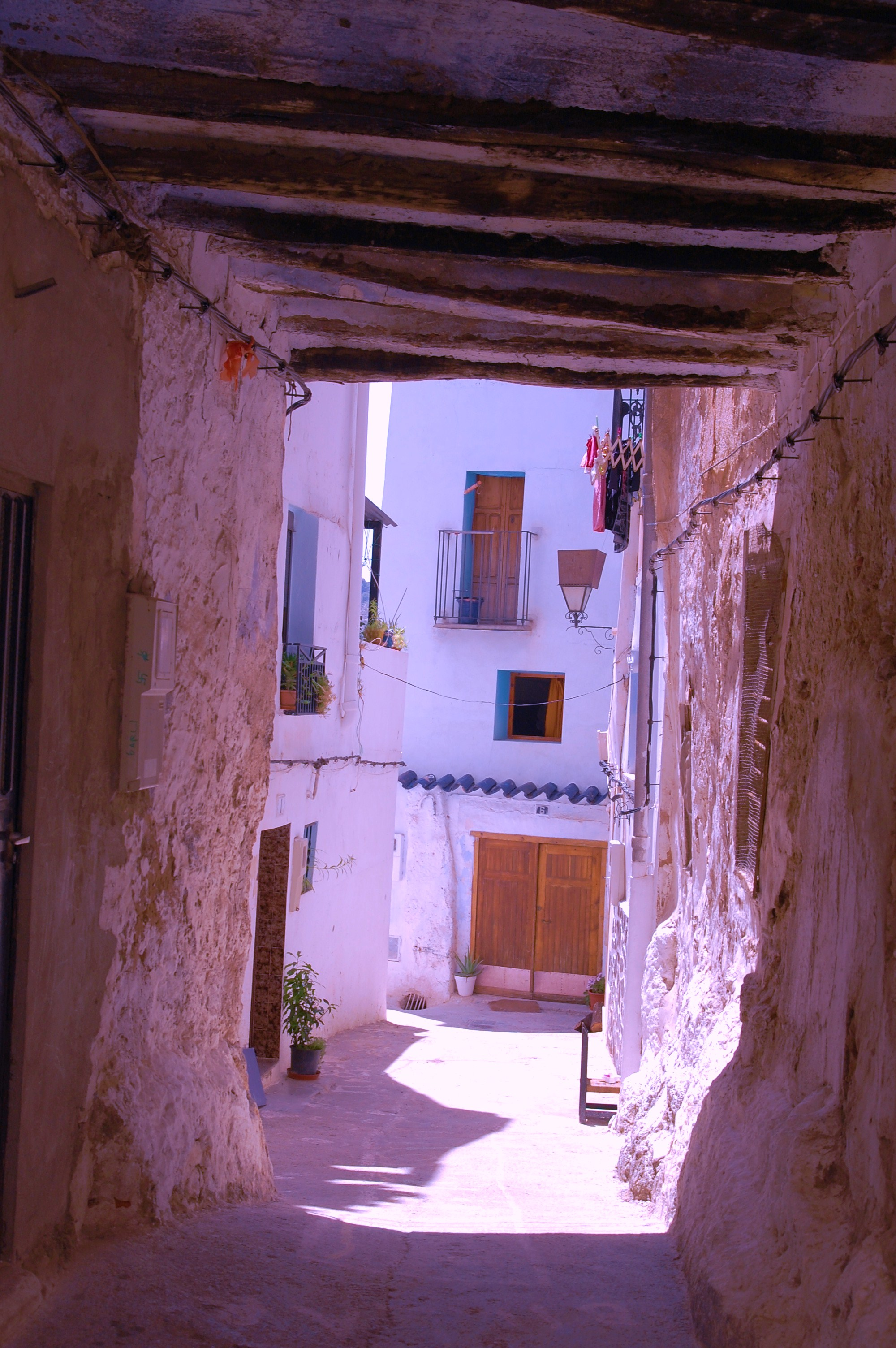
Callejón del barrio andalusí de Benacacira

- Barrios históricos. Conserva en su casco urbano la impronta dejada por los pueblos que la habitaron históricamente. El barrio andalusí de Benacacira mantiene hoy día el aire oculto, misterioso y recoleto que esta cultura confiere a sus espacios. Los barrios cristianos construidos a partir de la conquista de Jaume I. El barrio judío del Azoque, que también conserva su trazado original, con calles estrechas y soportales, cerrado al mundo exterior. El barrio mudéjar /morisco del Arrabal, originado a partir del siglo XIV. En el recorrido por estas calles también se puede admirar ricas muestras de azulejería de los siglos XVIII y XIX.
- La Torrecilla. Torre de origen almohade construida sobre un asentamiento ibérico, denominado chércol por los romanos. Fue reutilizada y fortificada posteriormente, siendo escenario de las numerosas batallas carlistas que se libraron en la zona.
- Consejo de la Villa o antiguo Ayuntamiento. El Consejo de la Villa, precedente de los actuales ayuntamientos, hizo construir para su sede, en la segunda mitad del siglo XVI, un caserón en la plaza del Arrabal, que en este tiempo era el centro neurálgico de la villa, ya que era la puerta de entrada desde Valencia, el lugar donde se ubicaba el mercado y el punto de encuentro entre el barrio morisco del Arrabal y los restantes barrios cristianos.
- Palacio Vizcondal. Aunque oculto por las múltiples transformaciones sufridas en las últimas décadas, se conserva el edificio de lo que fue el Palacio del Vizconde de Chelva, construido también a partir de las instalaciones del castillo musulmán. En su estructura se pueden observar elementos arquitectónicos propios de su época de construcción, siglo XIII, así como restos de la torre musulmana y la muralla que rodeaba al núcleo poblado. El edificio se encuentra en plena restauración, siendo visitable gracias a la Fundación María Antonia Clavel.[5]
- Plaza de toros. Inaugurada en 1909.
- Refugio de la Guerra Civil (1938). Excavado en la roca tobácea, a una profundidad de 8 m, cuenta con dos accesos, una en la C/ Mª Antonia Clavel, y otro en el presbiterio de la iglesia (que durante la Guerra funciona como taller mecánico del Ejército Popular Republicano).
- La Dula. Antiguo Corral de la Villa. Lugar donde se guardaba el ganado de la población que no tenía ni espacio ni tiempo para poder sacarlo.
- Lavaderos. Actualmente en Chelva se conservan 7 lavaderos por toda la población: Lavadero del Górgol, Lavadero del Baño o de la Balsa, Lavadero del Arrabal I, Lavadero del Arrabal II, Lavadero de la Peirería, Lavadero del Querefil y Lavadero del Embarany.

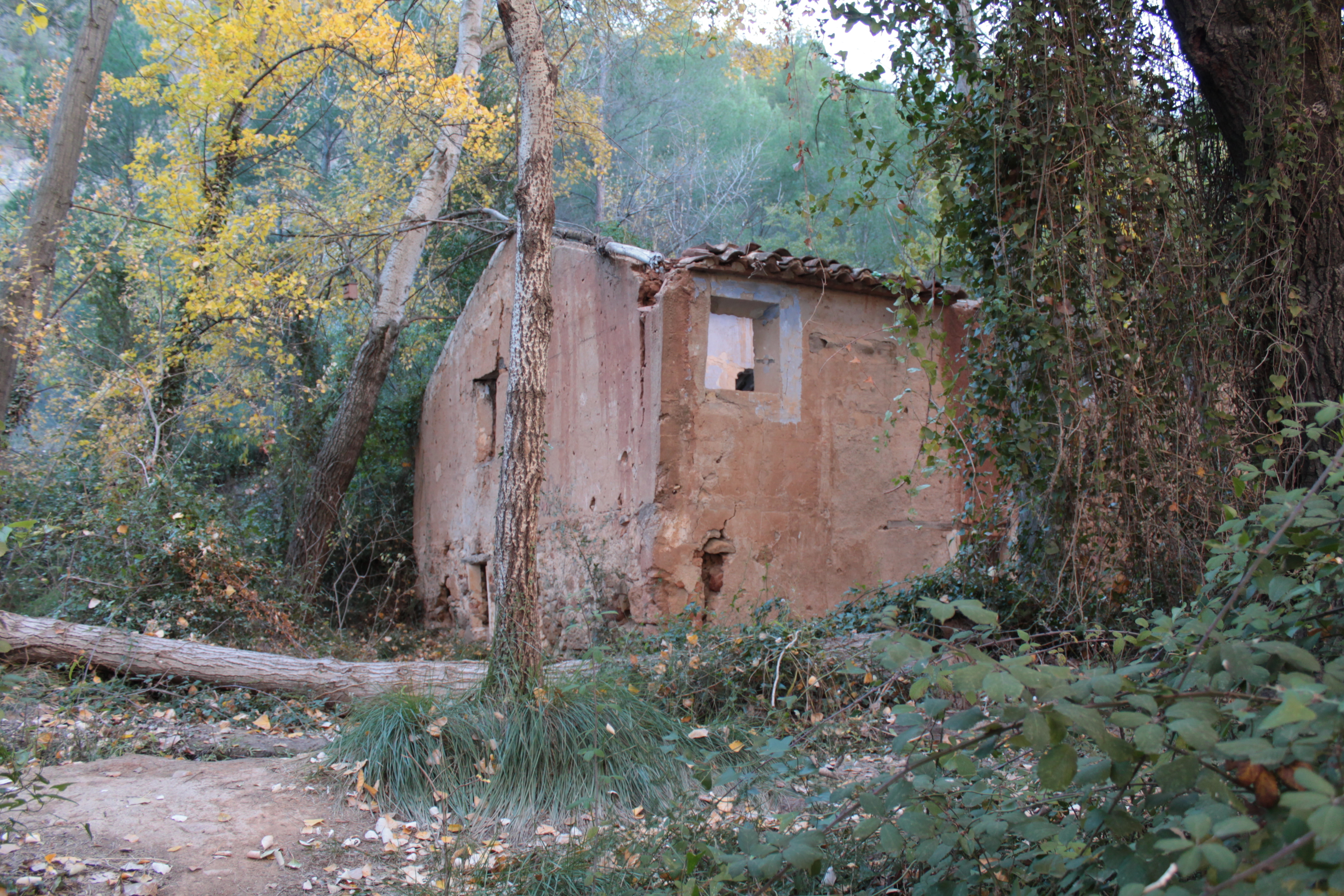
Molino abandonado, ruta del Agua

Otros lugares de interés son la Rambla de Alcotas y Arquela, el cañón del río Turia, lugares cercanos al río Tuéjar, etc.
Chelva posee dos museos municipales:
- El Museo forestal donde se ha recogido una colección de animales taxidermizados para muestra de la fauna local.
- El Museo Arqueológico dedicado a la exposición de una parte de su rico patrimonio histórico-cultural.

Existe una completa red de senderos que permiten visitar el pueblo y los parajes próximos. Puede conseguirse más información a través de la página web del Centro Excursionista de Chelva (página oficial del Centro Excursionista de Chelva), de donde procede gran parte de esta información.

### Fiestas
- San Antonio Abad. En enero se celebra San Antón, y el Festival de Narrativa Oral.[6] Una de las fiestas más tradicionales y populares de la localidad. El pueblo se llena de hogueras, unas 150, y se celebra el famoso Empujón, una ronda por la parte del pueblo algo atípica, ya que la gente hace tapones en los callejones más estrechos y se trata de derribar este obstáculo a base de empujar.
- Semana Santa. En Semana Santa las correspondientes fiestas religiosas y la recogida de aleluyas durante el domingo de resurrección, cuando se arrojan desde la parte alta de la iglesia miles de papelitos de colores, aleluyas bendecidas que proporcionarán bonanza durante un año y protegerán de las tormentas, según la tradición popular.
- Fiesta de Los Mayos. El 30 de abril se celebran los Mayos, una rondalla en la que se cantan coplas a las mozas y a la virgen.
- Fiestas de verano. Durante el verano se celebra la Semana de la Juventud, San Cristóbal, las fiestas de las aldeas de Ahillas y Villar de Tejas, y las fiestas Patronales, durante la última semana de agosto.

### Gastronomía
Chelva posee una gastronomía común a las zonas de interior y a toda la comarca de Los Serranos, recia y poderosa.
Platos como el pucherico espeso, las gachas, las migas, el gazpacho serrano y los platos derivados de la matanza del cerdo, junto con los embutidos caseros, completan la gastronomía típica del pueblo.
También destaca la repostería artesana, con los rollos de aguardiente y tortas de almendra, así como las tortas de embutido, que suelen incorporar un trozo de jamón y una longaniza. Otro plato típico son los embutidos y carnes almacenados en aceite dentro de una Orza.